# Macrostylodes deformis
Macrostylodes deformis är en fjärilsart som beskrevs av W. Warren 1896. Macrostylodes deformis ingår i släktet Macrostylodes och familjen Uraniidae. Inga underarter finns listade i Catalogue of Life.